# 이지투댄서

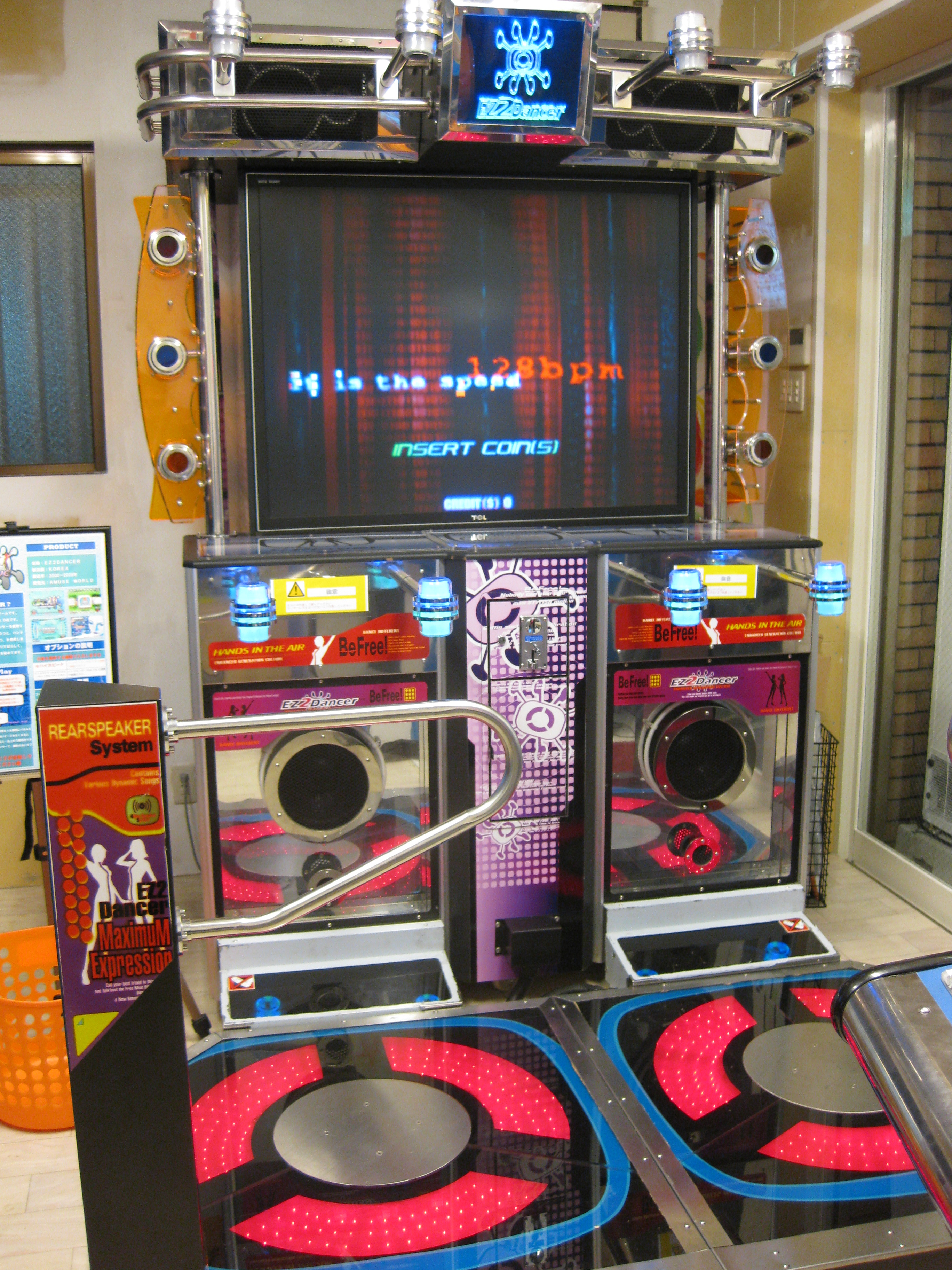

이지투댄서(Ez2Dancer)는 어뮤즈월드에서 개발한 음악 게임이다.
이지투댄서는 1인 혹은 2인이 플레이하는 댄스 게임으로, 각각의 플레이어는 왼쪽, 오른쪽, 아랫쪽 3개의 발판과 2개의 센서를 사용해 게임을 진행한다. 2개의 센서는 위와 아래를 모두 인식하는데, REAL 모드에서는 위와 아래를 다른 노트로 취급하여 모두 4개의 센서로 진행하게 된다.
당초에는 이지투디제이와의 연동 계획이 있었지만 이지투댄서의 판매 실적이 부진한 이유로 연동 계획은 취소되었다. 게임 내에는 이지투디제이의 곡이 많이 수록되어 있다.
대한민국에서의 새 버전 출시는 중단되었지만 영국과 중국에서의 수요가 있어 수출 전용 버전이 여러개 나와있다. 수출 전용 버전에는 2nd MOVE까지의 곡들과 그 나라의 가요가 수록되어 있다.

## 게임 모드
- EASY Style : 초급자에게 적합한 스텝으로 구성된 플레이 모드.(3발판 + 2센서-윗쪽 2개-)
- HARD Style : 중급자에게 적합한 스텝으로 구성된 플레이 모드.(3발판 + 2센서-윗쪽 2개-)
- REAL Style : 고급자에게 적합한 플레이 모드. 3발판에 상단 센서 2개와 하단 센서 2개를 사용하며 전체적으로 난이도가 높다.(3발판 + 4센서-윗쪽 2개, 아래쪽 2개-)
- CLUB Style : 1P와 2P의 입력장치를 모두 사용하는 플레이 모드, 퍼포먼스 플레이를 위하여 고려된 비교적 쉬운 난이도의 스텝으로 구성되어 있다.(6발판 + 4센서-1P와 2P의 윗쪽 센서 2개씩-)

## 출시된 버전
- EZ2Dancer 1st MOVE (2000년 8월 31일)
- EZ2Dancer 2nd MOVE (2001년 1월 17일)

※ 아래 3개의 버전은 수출 전용이다
- EZ2Dancer UK MOVE (2002년 11월)
- EZ2Dancer UK MOVE S/E (2003년 10월)
- EZ2Dancer Super China (2004년 9월)

## 곡 목록

#### ORIGINAL 곡
- 소찬휘 - Everybody Dance
- 손현승 - Mint Love
- 신이지 - 줘 (해당곡의 BGA는 EZ2DJ의 곡인 With Your Girl에도 사용되고 있는데 그 전(2nd trax)의 BGA가 심의에 걸려서 변경하였기 때문이었다.)
- 유진 박 - Valentine
- 이상민 - Combination
- Angel O'Brien - I've Fallen
- Angel O'Brien - Look Out
- Angel O'Brien - Say That U
- Angel O'Brien - The Boy
- Annie Davis - Anytime
- DJ.Yonda - Dieoxin
- J.D Williams - I've Got This Feeling
- J.D Williams - Seize The Day
- Jemmy Carlson - Back For More
- Jennifer - Appeal
- Jennifer Oregon - Moving On
- Mario Bolden - Envy Mask
- Mario Bolden - Exist
- Mario Bolden - Funky 5
- Mario Bolden -  Get It Up
- Mario Bolden - Southwest Cadillac
- Mario Bolden - Stay ~Agressive Mix~
- Mario Bolden - Theme Of EZ2DJ
- Mario Bolden - We Luv Music
- Minus 1 ~Space Mix~
- Showdown
- Special K - Red Hot
- Special K - Special K
- Super Mario - The Rhythm
- Tahirih Walker - Jam
- The Future
- Ztar warZ

#### K-POP 곡
- 구피 - 게임의 법칙
- 델리스파이스 - 미안 (해당곡의 BGA는 소녀가 EZ2DJ의 곡인 Complex의 BGA에도 등장한다. 컴플렉스의 노멀믹스 이미지.)
- 룰라 - 썸머 오브 러브 (해당곡의 BGA는 EZ2DJ의 곡인 I've Fallen ~Re~, Never Feel This Way에도 사용되고 있다.)
- 박지윤 - 소중한 사랑
- 샤크라 - 혜이 유 (해곡곡의 BGA는 EZ2DJ의 곡인 Paradise에도 사용되고 있다.)
- 샵 - 가까이 (해당곡의 BGA는 EZ2DJ의 곡인 빛바랜영혼에도 사용되고 있다.)
- 샵 - 댄싱 퀸 (해당곡 BGA는 EZ2DJ의 곡인 I've Fallen ~Re~에도 사용되고 있다.)
- 스페이스A - 섹시한 남자
- 엄정화 - 크로스 (해당곡의 BGA는 EZ2DJ의 곡인 Holic에도 사용되고 있다.)
- 에코 - 터치 미
- 엔알지 - 사랑만들기 (해당곡의 BGA는 EZ2DJ의 곡인 Legacy Of Hatred에도 사용되고 있다.)
- 유승준 - 비전
- 유승준 - 찾길바래 (해당곡의 BGA는 EZ2DJ의 곡인 Night Watcher에도 사용되고 있다.)
- 이정현 - 너 (해당곡의 BGA는 EZ2DJ의 곡인 Y-Gate에도 사용되고 있는데 그 전(3rd trax)의 BGA가 심의에 걸려서 변경하였기 때문이었다.)
- 이현도 - 삐에로 (해당곡의 BGA는 EZ2DJ의 곡인 천지개벽에도 사용되고 있다.)
- 정키 - 펑키 러브
- 지오디 - 촛불하나 (해당곡의 BGA는 EZ2DJ의 곡인 Black Bird, Espresso에도 사용되고 있다.)
- 쿨 - 해석남녀 (해당곡의 BGA는 소녀가 EZ2DJ의 곡인 Complex의 BGA에도 등장한다. 컴플렉스의 이지믹스 이미지.)
- 클론 - 초련
- 핑클 - 나우 (해당곡의 BGA는 EZ2DJ의 곡인 I've Got This Feeling ~Re~, R.E.D에도 사용되고 있다.)
- 핑클 - 내 남자 친구에게 (해당곡의 BGA는 EZ2DJ의 곡인 Energy Flower에도 사용되고 있다.)

#### POP 곡
- Lou Bega - Mambo No.5
- Ricky - Livin la vida loca

#### GAME 곡
- 정여진 - Open Your Eyes (게임 악튜러스 OST)

## 같이 보기
- 이지투디제이
- 이지투온